# Karel Mazanec
Karel Mazanec (15. června 1925, Plzeň – 3. prosince 2009) byl český vysokoškolský pedagog, odborník v oboru nauky o kovech.
V letech 1976–1989 vykonával funkci děkana Hutnické fakulty VŠB-TU.
Je pohřben na Ústředním hřbitově ve Slezské Ostravě (odd. UH2).